# Oryza brachyantha
Espèce
Synonymes
- Oryza brachyantha var. guineensis A.Chev.
- Oryza guineensis A.Chev.

Oryza brachyantha est une espèce de plantes monocotylédones de la famille des Poaceae, sous-famille des Oryzoideae, originaire des régions tropicales d'Afrique. 
Ce sont des plantes herbacées annuelles, aux tiges (chaumes) décombantes ou protrées, pouvant atteindre 100 cm de long. L'inflorescence est une panicule.
Cette espèce de riz sauvage diploïde (2n=24), au génome de type FF, fait partie du pool génique secondaire du riz cultivé (Oryza sativa). Elle présente des caractères intéressants sur le plan économique tel que résistance à la bactériose du riz (Xanthomonas oryzae pv oryzae, au foreur jaune du riz (Scirpophaga incertulas), à la pyrale tigrée du riz (Cnaphalocrocis medinalis), à la mineuse du riz (Hydrellia philippina), et tolérance aux sols latéritiques.

## Distribution et habitat
L'aire de répartition originelle d'Oryza brachyantha s'étend dans plusieurs pays d'Afrique tropicale : Guinée, Mali, Sierra Leone,Soudan,  Zaïre, Zambie.
Cette espèce se rencontre dans les milieux humides ouverts.